# Brarup Sogn

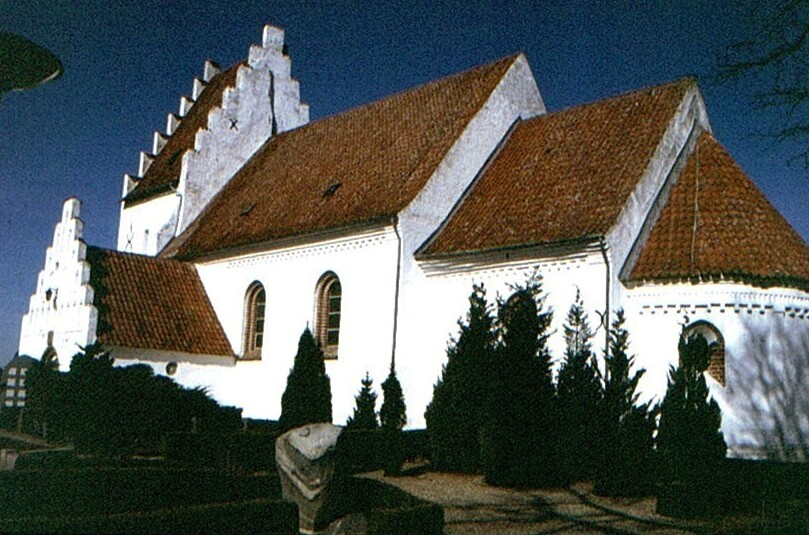
Brarup Kirke

Brarup Sogn  ist eine ehemalige Kirchspielsgemeinde (dän.: Sogn) auf der Insel Falster im südlichen Dänemark. Bis 1970 gehörte sie zur Harde Falsters Nørre Herred im damaligen Maribo Amt, danach zur Nørre Alslev Kommune im Storstrøms Amt, die im Zuge der  Kommunalreform zum 1. Januar 2007 in der Guldborgsund Kommune in der Region Sjælland aufgegangen ist.
Im Kirchspiel lebten am 1. Oktober 2019 552 Einwohner. Im Kirchspiel liegt die Kirche „Brarup Kirke“.
Nachbargemeinden waren im Norden Kippinge Sogn, im Nordosten Nørre Kirkeby Sogn, im Osten Eskilstrup Sogn und im Süden Ønslev Sogn und Stadager Sogn. In Guldborg im Südwesten des Sogn ist es durch eine Brücke mit dem Majbølle Sogn auf der Insel Lolland verbunden.
Am 1. Januar 2020 wurden Brarup Sogn, Kippinge Sogn, Nørre Vedby Sogn, Stadager Sogn und Vålse Sogn zum Nordvestfalster Sogn vereinigt.